# Sítios de pintura rupestre de Arronches

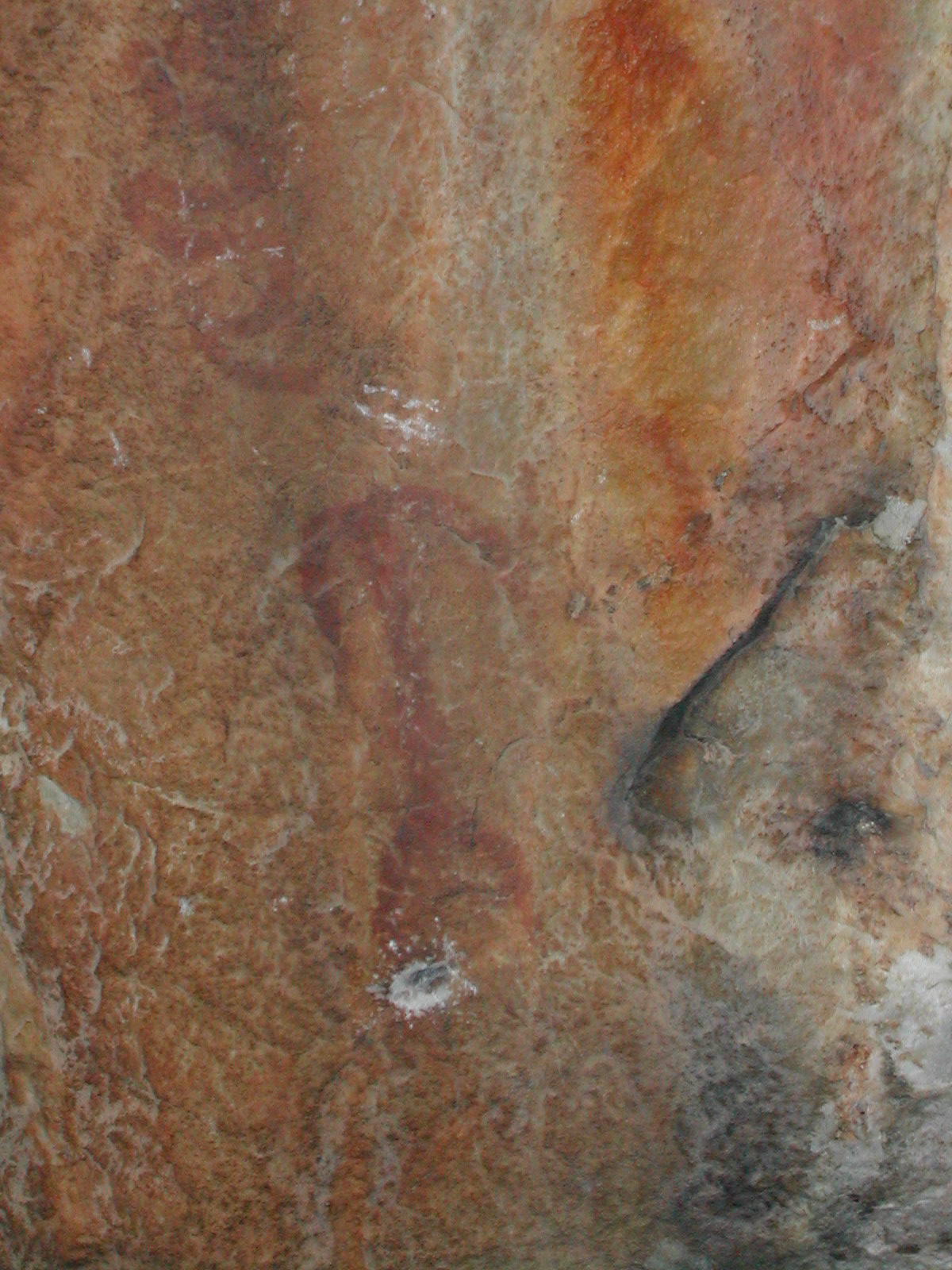
Pintura antropomórfica no sítio da Lapa dos Gaivões

Os sítios de pintura rupestre de Arronches são um conjunto de sítios pré-históricos situados em abrigos rochosos a sul da serra de São Mamede, na freguesia de Esperança, no Município de Arronches.
As pinturas rupestres datam do terceiro milénio antes de Cristo e representam figuras humanas e de animais e desenhos de mãos em tons que vão do vermelho ao amarelo.
O abrigo mais decorado, e o primeiro do conjunto a ser descoberto, em 1914, é o dos Gaivões onde se destaca a "narração" de uma cena de pastorícia, "perfeitamente contextualizável na tipologia da sociedade agro-pastoril" instalada na região há cinco mil anos.

## Núcleos de pintura rupestre
Foram identificados quatro núcleos:
- Abrigo com pinturas rupestres de Vale de Junco ou Lapa dos Gaivões; Monumento Nacional desde 1970.[1]
- Abrigo com pinturas rupestres na Serra da Cabaça.[2]
- Abrigo Pinho Monteiro, na Herdade do Monte; Imóvel de Interesse Público desde 1986.[3]
- Lapa dos Louções
- Igreja dos Mouros